# TSR Góra Grojec
TSR Góra Grojec – telewizyjna stacja retransmisyjna z masztem o wysokości 26 m, zlokalizowana na Grojcu, koło Żywca. Właścicielem obiektu jest EmiTel S.A.
19 marca 2013 została zakończona emisja programów telewizji analogowej. Tego samego dnia rozpoczęto nadawanie sygnału trzeciego multipleksu w ramach naziemnej telewizji cyfrowej.

## Transmitowane programy

### Programy telewizyjne – cyfrowe
| Nazwa multipleksu | Częstotliwość | Kanał | Moc promieniowana nadajnika | Polaryzacja | Kompresja wizji |
| ----------------- | ------------- | ----- | --------------------------- | ----------- | --------------- |
| MUX 3             | 634,00 MHz    | 41    | 0,010 kW                    | pozioma     | MPEG-4          |

### Programy radiowe
| LP | Program                  | Właściciel                | Częstotliwość | Moc nadajnika | Polaryzacja |
| -- | ------------------------ | ------------------------- | ------------- | ------------- | ----------- |
| 1  | Polskie Radio Program II | Polskie Radio S.A.        | 95,1 MHz      | 0,10 kW       | pionowa     |
| 2  | Radio Anioł Beskidów     | Diecezja bielsko-żywiecka | 98,5 MHz      | 1 kW          | pozioma     |

## Nienadawane analogowe programy telewizyjne
| LP | Program               | Właściciel                                 | Częstotliwość | Kanał | Moc nadajnika | Polaryzacja | Data wyłączenia nadajnika |
| -- | --------------------- | ------------------------------------------ | ------------- | ----- | ------------- | ----------- | ------------------------- |
| 1  | TVP1                  | Telewizja Polska S.A.                      | 183,25 MHz    | 7     | 0,015 kW      | pozioma     | 19 marca 2013             |
| 2  | TVP Info/TVP Katowice | Telewizja Polska S.A. Oddział w Katowicach | 687,25 MHz    | 48    | 0,04 kW       | pozioma     | 19 marca 2013             |
| 3  | TVP2                  | Telewizja Polska S.A.                      | 703,25 MHz    | 50    | 0,04 kW       | pozioma     | 19 marca 2013             |